# Lešany (kraj ołomuniecki)
Lešany – gmina w Czechach, w powiecie Prościejów, w kraju ołomunieckim. Według danych z dnia 1 stycznia 2012 liczyła 400 mieszkańców.
Zobacz też:
- Lešany